# Punta al top! - GunBuster
Punta al top! - GunBuster (トップをねらえ!?, Toppu o nerae!, lett. "Punta al top!") è un anime composto da 6 OAV creato dallo studio Gainax nel 1988. Il seguito di Punta al top! - GunBuster, intitolato Punta al top 2! - DieBuster, presenta un cast di personaggi completamente nuovi ed è stato creato solo nel 2004, 16 anni dopo il primo, per festeggiare i 20 anni della Gainax.
Hanno lavorato a questo anime importanti personalità come il regista Hideaki Anno (qui al suo debutto come regista e in seguito famoso grazie a Neon Genesis Evangelion) ed il character designer Haruhiko Mikimoto (già noto per Macross e Gundam 0080).
In Italia, Punta al top! - GunBuster è stato pubblicato, prima in 3 VHS, da Dynamic Italia, e poi - nei mesi di luglio e agosto del 2004 - in 2 DVD, da Dynit. La pubblicazione di Punta al top 2! - DieBuster, in 6 DVD a marchio Dynit, è iniziata invece nell'aprile 2008.
Il titolo è una parodia del manga tennistico Jenny la tennista, il cui titolo originale è Ace o nerae!.

## Trama
Nel futuro prossimo, una razza di alieni giganteschi dalle sembianze biologiche (a metà fra vegetali ed insetti) viene individuata pericolosamente vicino al Sistema solare. Nel monitorare i loro progressi, gli umani intuiscono che la loro intenzione è quella di distruggere la razza umana esattamente come il sistema immunitario si disfa dei batteri nocivi; l'intuizione viene confermata dall'aggressività degli alieni, dalla distruzione di una stella simile al Sole (sfruttata dagli alieni come nido di cova) e dal loro progressivo avvicinarsi al pianeta Terra. L'umanità è quindi costretta a rispondere con l'attacco. Per l'occasione, vengono coinvolte tutte le risorse terrestri al fine di creare una flotta di astronavi da combattimento e dei robot guerrieri giganti. Questi ultimi saranno pilotati dai migliori adolescenti del pianeta, convocati dalle apposite scuole di allenamento sparse per tutto il mondo.
La storia comincia nell'anno 2015, non molto dopo la prima battaglia contro gli alieni, e si concentra sulle vicende della giovane Noriko Takaya (タカヤ ノリコ?, Takaya Noriko). Il padre di Noriko, deceduto sotto il fuoco avversario, fu uno dei principali ammiragli della flotta spaziale responsabile del successo ottenuto contro i primi attacchi nemici. Durante la serie, grazie all'aiuto dei suoi compagni tra cui la bella e talentuosa Kazumi Amano (アマノ カズミ?, Amano Kazumi), Noriko subirà una sensibile crescita psicologica e combatterà contro i dolori della guerra, l'incomunicabilità tra persone, la sua stessa mancanza di autostima e soprattutto i terribili effetti che comportano vivere a velocità prossime a quelle della luce.

## Genere e richiami

Noriko Takaya nel primo episodio

Punta al top! - GunBuster appartiene al genere fantascientifico mecha, con influenze diffuse della space opera. Il GunBuster è uno dei più grandi mezzi meccanici mai rappresentati, alto circa 200 metri. Quelli che più gli si avvicinano sono Ideon di Densetsu kyojin Ideon, l'Arc Gurren Lagann di Sfondamento dei cieli Gurren Lagann, Daitarn III e Danguard.
Assieme a La voce delle stelle di Makoto Shinkai (che all'OAV del '88 si ispira), è noto per essere uno dei pochissimi anime a trattare il tema della dilatazione temporale in maniera estremamente realistica, tanto da venir rappresentato come uno degli elementi centrali della trama.
Anche se il valore dei dati scientifici esposti nella serie è variabile (molte delle tecnologie spaziali utilizzate dai protagonisti vengono presentate come invenzioni riconducibili all'anno 2015), molti costituiscono elementi tipici del genere sci-fi come, ad esempio, la rapida evoluzione tecnologica dell'umanità dettata dalla necessità di sconfiggere gli alieni nel minor tempo possibile.
Punta al Top! GunBuster è inoltre il predecessore spirituale di una delle seguenti fatiche di Anno, Neon Genesis Evangelion, che condivide molti dei temi già trattati negli OAV dell'88. Il genere è il medesimo (mecha), il protagonista è ancora uno studente liceale, Noriko Takaya e Shinji Ikari condividono una forte mancanza di autostima, e Jung Freud, pilota sovietico nel mondo di Punta al Top! GunBuster, appare come il prototipo del lato psicologico e fisico di Asuka Sōryū Langley.
Punta al top! - GunBuster è stato il primo anime ad introdurre il continuo movimento del seno femminile come forma di fan service. Questa pratica, oggi utilizzata in numerosissimi anime, è chiamata anche "Gainax bounce" o "BustGunner".

## Media

### Anime
La serie OAV di Punta al top! - GunBuster, ideata da Toshio Okada, è stata animata dallo studio Gainax sotto la direzione di Hideaki Anno. I sei episodi sono stati pubblicati in home video dal 7 ottobre 1988 al 7 luglio 1989.
In Italia la serie è uscita a sua volta per il mercato home video in DVD rispettivamente il 30 luglio e il 27 agosto 2004 in versione sottotitolata.

#### Episodi
| Nº | Titolo italiano Giapponese 「Kanji」 - Rōmaji                                                                                  | Prima edizione  | Prima edizione |
| Nº | Titolo italiano Giapponese 「Kanji」 - Rōmaji                                                                                  | Giapponese      | Italiano       |
| 1  | Shock! Io e la Signorina piloti spaziali?! 「ショック！私とお姉様がパイロット！？」 - Shokku! Watashi to onēsama ga Pairotto!? | 7 ottobre 1988  | 30 luglio 2004 |
| 2  | Che audacia! La sfida della ragazza geniale! 「不敵！天才少女の挑戦！！」 - Futeki! Tensai shōjo no chōsen!!                   | 7 ottobre 1988  | 30 luglio 2004 |
| 3  | Primo amore - Primo scontro 「初めてのときめき☆初めての出撃」 - Hajimete no tokimeki ☆ hajimete no shutsugeki                  | 1º gennaio 1989 | 30 luglio 2004 |
| 4  | In azione! L'arma finale incompleta! 「発進！！未完の最終兵器！」 - Hasshin! ! Mikan no saishū heiki!                          | 1º gennaio 1989 | 27 agosto 2004 |
| 5  | Una preghiera! Tempo per amare!! 「お願い！！愛に時間を！」 - Onegai!! Ai ni jikan wo!                                         | 7 luglio 1989   | 27 agosto 2004 |
| 6  | Al limite del flusso dell'eternità 「果てし無き、流れのはてに…」 - Hateshi naki, nagare no hate ni…                            | 7 luglio 1989   | 27 agosto 2004 |

#### Doppiaggio
Secondo la motivazione ufficiale, la Gainax ha smarrito i master audio originali di Punta al Top! GunBuster. Tutte le tracce audio (voci, musiche, effetti sonori) sono impresse inscindibilmente ed irrimediabilmente su un unico supporto: per questo motivo l'anime non può essere ridoppiato e tutte le edizioni estere presentano il solo audio giapponese con, in aggiunta, i sottotitoli. L'edizione italiana di Dynamic Italia dispone di sottotitoli italiani (con o senza traduzione dei cartelli).
| Personaggio              | Doppiatore       |
| ------------------------ | ---------------- |
| Noriko Takaya            | Noriko Hidaka    |
| Kazumi Amano             | Rei Sakuma       |
| Smith Toren              | Kazuki Yao       |
| Jung Freud               | Maria Kawamura   |
| Kouichiro "Coach" Ohta   | Norio Wakamoto   |
| Capitano Tatsumi Tashiro | Tamio Ōki        |
| Kimiko Higuchi           | Yuriko Fuchizaki |

### Manga

Copertina del secondo volume del manga raffigurante Kazumi Amano e Noriko Takaya

Un adattamento manga della storia realizzato da Kabocha, è stato serializzato dal 4 dicembre 2010 al 4 giugno 2013 sulla rivista Young Ace edita da Kadokawa Shoten. I vari capitoli sono stati poi raccolti in cinque volumi tankōbon pubblicati dal 2 agosto 2011 al 1º agosto 2013.
In Italia la serie viene pubblicata da RW Edizioni sotto l'etichetta Goen nella collana Cult Supplement dal 28 ottobre 2016.

#### Volumi
| Nº | Data di prima pubblicazione | Data di prima pubblicazione | Data di prima pubblicazione | Data di prima pubblicazione |
| Nº | Giapponese                  | Giapponese                  | Italiano                    | Italiano                    |
| -- | --------------------------- | --------------------------- | --------------------------- | --------------------------- |
| 1  | 2 agosto 2011               | ISBN 978-4-04-715751-4      | 28 ottobre 2016             | ISBN 978-88-6712-530-2      |
| 2  | 2 febbraio 2012             | ISBN 978-4-04-120088-9      | 1º luglio 2017              | ISBN 978-88-6712-715-3      |
| 3  | 2 agosto 2012               | ISBN 978-4-04-120367-5      | 31 ottobre 2020             | ISBN 978-88-6712-953-9      |
| 4  | 21 novembre 2012            | ISBN 978-4-04-120521-1      | 21 dicembre 2020            | ISBN 978-88-6712-954-6      |
| 5  | 1º agosto 2013              | ISBN 978-4-04-120778-9      | —                           | ISBN 978-88-6712-955-3      |

## Merchandise
A metà degli anni '90, Kaiyodo, in associazione con Xebec, pubblicò una statuetta in PVC di Gunbuster. Sebbene limitata nella snodabilità, la statuetta presentava un set extra di braccia e mani, così come le armi Buster Tomahawk e Buster Home Run dei rispettivi radiosceneggiati. Nel 2005, Kaiyodo pubblicò una nuova versione scolpita da Katsuhisa Yamaguchi (noto per aver lavorato alla linea Revoltech). Sebbene più piccola dell'originale, questa nuova figure era più dettagliata e posabile rispetto alla precedente. Una versione più recente di Gunbuster venne lanciata sul mercato nella linea Revoltech come Figure #101 nel 2011. Anche in questo caso venne scolpita da Yamaguchi, ed è in grado di trasformarsi in entrambe le Buster Machine e adesso è fornita di alcune parti per replicare il nucleo del generatore di energia.
Il 3 febbraio 2005, Bandai pubblicò il videogioco d'azione Top o nerae! GunBuster per la console PlayStation 2. Il titolo, sviluppato da Shade, amplia la trama già presentata nelle due serie animate precedenti creando così un seguito. Il videogioco è strutturato come se si trattasse di una serie anime di venticinque episodi, e ruota intorno alla giovane pilota Noriko Takaya, che è il personaggio controllato dal giocatore. Ognuno dei venticinque episodi prevede una trama ed una sequenza di azione principale, che rappresenta il gioco vero e proprio, affiancata da una serie di minigiochi a cui è possibile accedere facendo muovere Noriko all'interno degli ambienti esplorabili. A seconda delle scelte fatte dal giocatore nel corso della partita, la seconda parte di ogni singolo episodio potrà essere modificata, facendo cambiare il partner che affianca Noriko in battaglia. Top o nerae! GunBuster ha ottenuto un punteggio di 25/40 dalla rivista Famitsū, basato sulla somma dei punteggi (da 0 a 10) dati al gioco da quattro recensori della rivista.
Nel 2006, Bandai distribuì una grande replica pressofusa giocattolo di Gunbuster sotto la linea Soul of Chogokin. Proprio come nell'episodio 5 della serie, il giocattolo è una combinazione di Buster Machine 1 e 2. Include una serie di armi che sono state utilizzate sia nell'anime che nel radiosceneggiato, nonché una miniatura dell'RX-7 Machine Weapon di Kazumi e un espositore progettato per assomigliare a una piattaforma di lancio. Sono inclusi anche gli accessori che possono essere utilizzati per replicare la scena finale dell'episodio 6, in cui il Gunbuster rimuove il nucleo del generatore di energia dal petto. Nel 2013, Bandai ha pubblicato una figure di Gunbuster più piccola e più economica sotto la linea Super Robot Chogokin. Nonostante non sia dotata della funzione di trasformazione del giocattolo, questa figure presenta un'estrema posabilità e viene fornita con due Buster Home Run e le parti necessarie per creare il Double Buster Collider, nonché le parti principali del generatore di energia. Un set di armamenti denominati Hard Work and Guts (努力と根性の武装セット?, Doryoku to konjō no Busō Setto) esclusivo di Tamashii Web, è uscito a luglio 2013 e include il Buster Shield, i bracci Buster Missile, due Buster Tomahawk e le parti per i Buster Collider e il Super Inazuma Kick.
Studio HalfEye ha anche pubblicato una replica trasformabile di Gunbuster. A differenza del giocattolo pressofuso di Bandai, questa figure è realizzata in plastica e resina e ha un prezzo più elevato.
Nel 2024 CCS Toys ha reso disponibile una replica non trasformabile di Gunbuster in materiali misti (Plastic ABS, POM, PVC, Die-cast) di grande formato con illuminazione led e incredibilmente posabile.
Sono state prodotte anche delle figure dedicate a Noriko. Yellow Submarine (una divisione di Takara) ha lanciato sul mercato una bambola snodabile, mentre per i personaggi di Kotobukiya e Kaiyodo sono state vendute delle figure non snodabili. Bandai realizzò anche un set di statuette di Noriko e Nono in edizione limitata in bundle con l'uscita del DVD in Nord America e Giappone del film Toppu o nerae! & Toppu o nerae 2! Gattai gekijō-ban!!.
Cybernetic Hi-School, il terzo capitolo della serie di videogiochi eroge strip-quiz di Gainax per PC-9801 e MSX, è incentrato sui personaggi di Gunbuster.